# 船滩镇
船滩镇，是中华人民共和国江西省九江市武宁县下辖的一个乡镇级行政单位。

## 行政区划
船滩镇下辖以下地区：
塘山社区、船滩村、辽田村、墈头村、石坑村、辽里村、白沙村、吴湾村、殿背村、莲塘村、长坪村、崙上村、河潭村、东岸村、南岳村、易溪村和黄沙村。